# Diocèse de Kaya
Le diocèse de Kaya (en Latin : Dioecesis Kayana) est un diocèse catholique du Burkina Faso, suffragant de l'archidiocèse de Koupéla. Son évêque est Théophile Nare.

## Territoire
Le diocèse comprend les provinces du Sanmatenga et du Namentenga dans la région du centre-Nord et la province de Passoré dans la Région du Nord au Burkina Faso.
Le siège de l'évêque est la ville de Kaya, où se trouve la cathédrale Notre-Dame.
Le territoire est divisé en 13 paroisses.

## Histoire
Le diocèse a été érigé le 26 juin 1969 avec la bulle Ad patrisfamilias du pape Paul VI, à partir de territoire du diocèse de Koupéla et de l'archidiocèse de Ouagadougou.
Il est d'abord suffragant de l'archidiocèse de Ouagadougou puis de l'archidiocèse de Koupéla à partir de 2000.

## Chronologie des évêques
- Constantin Guirma † (26 juin 1969 - 9 mars 1996, retiré)
- Jean-Baptiste Tiendrebeogo (Kiedrebeogo) † (30 mars 1996 - 14 mai 1998, mort)
- Thomas Kaboré (19 avril 1999 - 7 décembre 2018, retiré)
- Théophile Nare, à partir du 7 décembre 2018

## Statistiques
| Année | Baptisés | Population totale | %    | Prêtres | Prêtres séculiers | Prêtres réguliers | Catholiques par prêtre | Diacres | Religieux | Religieuses | Paroisses |
| ----- | -------- | ----------------- | ---- | ------- | ----------------- | ----------------- | ---------------------- | ------- | --------- | ----------- | --------- |
| 1970  | 5 078    | 410 000           | 1,2  | 11      | 1                 | 10                | 461                    |         | 11        | 8           |           |
| 1980  | 11 934   | 386 000           | 3,1  | 16      | 1                 | 15                | 745                    |         | 15        | 12          | 5         |
| 1990  | 25 075   | 527 375           | 4,8  | 19      | 4                 | 15                | 1 319                  |         | 15        | 15          | 6         |
| 1999  | 48 130   | 776 811           | 6,2  | 26      | 16                | 10                | 1 851                  |         | 10        | 31          | 6         |
| 2000  | 52 235   | 790 000           | 6,6  | 29      | 19                | 10                | 1 801                  |         | 10        | 34          | 6         |
| 2001  | 56 543   | 836 020           | 6,8  | 34      | 24                | 10                | 1 663                  |         | 10        | 31          | 6         |
| 2002  | 58 026   | 842 387           | 6,9  | 27      | 22                | 5                 | 2 149                  |         | 5         | 31          | 7         |
| 2003  | 59 171   | 860 573           | 6,9  | 29      | 23                | 6                 | 2 040                  |         | 6         | 34          | 7         |
| 2004  | 59 866   | 870 680           | 6,9  | 32      | 25                | 7                 | 1 870                  |         | 8         | 38          | 7         |
| 2006  | 71 722   | 907 000           | 7,9  | 30      | 23                | 7                 | 2 390                  |         | 8         | 39          | 7         |
| 2013  | 111 223  | 1 143 000         | 9,7  | 41      | 36                | 5                 | 2 712                  |         | 7         | 47          | 10        |
| 2016  | 100 635  | 1 162 000         | 8,7  | 47      | 42                | 5                 | 2 141                  |         | 6         | 60          | 12        |
| 2019  | 133 551  | 1 142 063         | 11,7 | 53      | 50                | 3                 | 2 519                  |         | 6         | 61          | 13        |
| 2021  | 141 810  | 1 212 700         | 11,7 | 58      | 55                | 3                 | 2 445                  |         | 6         | 61          | 13        |